# Royce Gracie
Royce Gracie (Río de Janeiro, 12 de diciembre de 1966) es un especialista en artes marciales y artista marcial mixto brasileño retirado. Miembro de la familia de jiu-jitsu Gracie, Royce saltó a la fama por su paso en promociones como la Ultimate Fighting Championship (UFC), PRIDE Fighting Championships y Bellator MMA, por lo que se le considera una de las figuras más influyentes en la historia de las artes marciales mixtas (MMA).
En 1993 y 1994, Royce protagonizó los eventos UFC 1 , UFC 2 y UFC 4, y sus peleas formaban parte de un torneo de peso abierto de eliminación simple con reglas mínimas. También fue conocido por su rivalidad con Ken Shamrock, a quien venció en UFC 1 y luego empató en la revancha por el Campeonato Superfight en UFC 5. Royce compitió posteriormente en PRIDE Fighting Championships , donde es recordado principalmente por su pelea de 90 minutos contra el luchador de catch Kazushi Sakuraba en 2000, y un controvertido combate de reglas mixtas de «judo vs. jiu-jitsu» contra Hidehiko Yoshida, medallista de oro olímpico en judo, en PRIDE Shockwave 2002.
Royce es miembro del Salón de la Fama de la UFC.

## Primeros años

### Juventud
Royce es hijo de Hélio Gracie, el creador del Jiu-jitsu brasileño. Vivió durante su infancia en Río de Janeiro, Brasil. Royce aprendió jiu-jitsu de su padre y sus hermanos mayores Rorion, Relson y Rickson Gracie. Comenzó a competir a los ocho años, consiguiendo el cinturón azul cuando tenía 16. Un año después, fue invitado por su hermano Rorion a enseñar junto a él jiu-jitsu en su garaje, en Estados Unidos. A pesar de desconocer el inglés, Royce aceptó la oferta y se trasladó a California. Compitió en numerosos torneos de jiu-jitsu en Brasil y en Estados Unidos, logrando un récord combinado de 51-3.

## Carrera en artes marciales mixtas

### Ultimate Fighting Championship
Ideado por Rorion Gracie y Art Davie, el Ultimate Fighting Championship (UFC) era un torneo de eliminación que iniciaban dieciséis combatientes, con pocas reglas, cuyo ganador ganaba  cincuenta mil dólares. Entre los competidores se encontraban Patrick Smith, Ken Shamrock y el campeón mundial de Savate Gerard Gordeau.
A pesar de que Art Davie pensaba que Rickson Gracie, que era más fuerte y habilidoso que Royce, era la elección obvia para representar al Jiu Jitsu, Rorion Gracie eligió a Royce. Con ochenta kilogramos y con una estatura de 1,85 cm, los Gracie creían que Royce sería el luchador perfecto para demostrar que el Jiu Jitsu podía ser empleado para derrotar a un oponente más fuerte.
En su primer combate, Royce derrotó a su oponente, el boxeador Art Jimmerson. Lo arrojó al suelo y ganó una posición montada sobre él. Jimmerson pronto concedió la victoria a Gracie, incapaz de escapar de dicha postura.
En la semifinal, Royce se vio las caras con Ken Shamrock, de más de cien kilogramos, quien demostró unas excelentes habilidades de combate en su enfrentamiento previo con Patrick Smith. Royce se lanzó a por Shamrock, quien supo contrarrestar el ataque y colocarse sobre él. Shamrock, a continuación, le agarró el tobillo y se lanzó hacia atrás intentando acabar el combate de la misma manera que el anterior, pero Royce rodó hasta colocarse encima y consiguió estrangularle hasta que Shamrock se rindió.
En la final, Royce estaba otra vez sobrepasado por quince kilogramos, pero derrotó al campeón mundial de Savate, Gerard Gordeau, lanzando a su oponente al suelo y asegurándose un estrangulamiento desde detrás. Esta victoria, junto con los futuros eventos de UFC, tuvieron un substancial impacto sobre la imagen pública de las artes marciales y los sistemas de lucha. Las artes de golpeo, como el Karate perdieron para algunos parte de su atractivo en favor de las artes de agarre como el wrestling, Sambo, Judo y el Brazilian Jiu Jitsu.
A lo largo del siguiente año, Royce Gracie continuó su racha de victorias en UFC, ganando victorias por rendición ante luchadores como Patrick Smith, el campeón europeo de Judo, Remco Pardoel, de ciento trece kilos, y Kimo Leopoldo. Su victoria final en UFC fue en un combate que duró dieciséis minutos (no habían  asaltos ni límites de tiempo), donde continuamente se encontraba lanzado bajo el luchador de wrestling Dan Severn, de ciento dieciocho kg. Al final de un largo y competitivo combate, Royce cerró sus piernas en un triángulo, logrando una victoria por rendición. El combate, debido a su duración, fue recortado por las televisiones de pay per view. Los telespectadores que se perdieron el final reclamaron su dinero. Se deberían hacer cambios en el deporte si se buscaba que fuese rentable.
Los límites de tiempo fueron introducidos en 1995 y Ken Shamrock se convertiría en el primer luchador capaz de sobrevivir a un ataque de sometimiento de Royce y lograr un empate. El combate se prolongó treinta minutos antes de que se detuviese. Frustrado por las nuevas reglas (el límite de tiempo y el levantar a los luchadores si el combate se demoraba en el suelo y no había auténticas progresiones a juicio de los árbitros), Rorion vendió su parte del UFC y Royce no se subió nunca más al octógono.
La primera derrota registrada de Royce Gracie se produjo poco después de la finalización de su andadura en UFC, cuando fue estrangulado hasta la inconsciencia con un clock choke por Wallid Ismail en un torneo de Jiu Jitsu sin límite de tiempo en Brasil.
Se debe hacer notar también que el  registro oficial de Royce en el UFC incluye una derrota. En la tercera ronda de UFC 3, Royce debía enfrentarse a Harold Howard en las semifinales. Cuando Royce subió al octágono, se encontraba completamente exhausto después de su combate previo contra Kimo Leopoldo, y tuvieron que ayudarle a acceder al octágono. Antes de que comenzara el combate contra Howard, la esquina de Royce tiró la toalla. Algunos reclamaron que la derrota no debía contar en el registro oficial de Royce, ya que el combate no había comenzado. Sin embargo, debido a que Royce subió al octágono, el UFC considera oficial dicha derrota.

### PRIDE Fighting Championships
Con cada una de las once victorias de Royce, la impresión positiva del mundo de las artes marciales crecía y muchos dentro de estas disciplinas comenzaron a entrenar Jiu Jitsu.
Sin embargo, un luchador en particular, Kazushi Sakuraba, un ex amateur y profesional wrestler con unas excelentes dotes para el sometimiento, surgió entre las filas de combatientes en los años siguientes a la aparición final de Royce en UFC, demostrando con una serie de victorias sobre cinturones negros de Jiu Jitsu, incluyendo a Marcus “Conan” Silvera, Vitor Belfort y el hermano de Royce, Royler Gracie, la potencia y efectividad de su estilo de lucha, la Lucha de pistola. La victoria de Sakuraba sobre Royler constituyó la primera derrota de un Gracie en un combate profesional en muchas décadas y provocó una gran controversia en el mundo de las artes marciales mixtas. Algunos protestaron la victoria de Sakuraba debido a que Royler, pese a estar debilitado por los ataques de Sakuraba, nunca concedió el combate, que se encontraba a meros segundos de la campana final cuando fue detenido.
La familia Gracie se sintió ofendida por el incidente, sintiéndose engañados por el Pride. Royce Gracie volvió pues, dispuesto a mantener su racha de victorias en las MMA en el 2000, participando como uno de los dieciséis luchadores en el Pride Grand Prix, dominado por luchadores de gran peso, como Mark Coleman, Mark Kerr e Igor Vovchanchyn. Sin embargo, se puede argüir que la principal intención de Royce no era ganar el torneo, sino enfrentarse con la nueva némesis de la familia Gracie, Kazushi Sakuraba. De hecho, un grupo especial de reglas fueron reclamadas por los Gracie, en previsión de dicho combate, que incluían que los árbitros no pudiesen detener el combate y que no hubiese límite de tiempo, acabando el combate en rendición o en nocaut.
Royce avanzó hasta los cuartos de final derrotando a Nobuhiko Takada, antiguo maestro de Sakuraba, irónicamente mediante decisión arbitral, antes de enfrentarse a Sakuraba. Gracie y Sakuraba pelearon durante un tiempo récord de una hora y media. A comienzos del combate, Sakuraba estuvo a punto de finalizarlo por la vía rápida con una kneebar al final del primer asalto. Más adelante, Royce le devolvió la moneda con una guillotina, pero aparentemente no pareció dar problemas a Sakuraba, dado que éste se dedicó a entretener al público simulando que bajaba los pantalones de Gracie.
A medida que avanzaba el combate, las habilidades como luchador de pistola de Sakuraba y su equilibrio anularon las capacidades de Royce de lograr lanzarlo al suelo. El siempre presente gi de Jiu Jitsu de Royce se convirtió en un baza muy importante a favor del japonés dado que Sakuraba era capaz de usarlo para controlar a Royce cuando el combate iba al suelo, en cambio al no llevar Sakuraba ni pantalón largo ni camiseta las posibilidades del jiu jitsu se volvieron en contra de Gracie al enfrentarse al luchador.
A pesar de que Sakuraba controlaba esta pelea, la lucha en el suelo se hacía cada vez más esporádica. Después de noventa minutos, durante los cuales Sakuraba no dejó de lanzarle patadas a las piernas, Royce Gracie concedió el combate e hizo a su hermano arrojar la toalla. Gracie no podía permanecer más tiempo de pie y sufrió una fisura de fémur debido al daño acumulado. Sakuraba, posteriormente, derrotó a otros miembros de la familia Gracie, incluyendo a Renzo y Ryan Gracie, ganándose el apodo de «Gracie Hunter».
Royce volvió al Pride en 2003 y demostró unas nuevas capacidades de combate y un más fuerte estilo en el suelo contra el medallista de oro en judo, Hidehiko Yoshida. El combate, debido a la ausencia de árbitros, acabó en empate. Sin embargo, el consenso general fue que la actuación de Royce fue suficientemente dominante como para revertir un combate previo contra Yoshida, en el cual el árbitro detuvo la contienda equivocándose gravemente, ya que estimó que Royce estaba inconsciente por un estrangulamiento. Al día de hoy, Royce afirma que no lo estaba y se puede apreciar perfectamente en las imágenes que simplemente se hallaba inmovilizado bajo Yoshida incapaz de deshacerse de su adversario, aunque esto ya es suficiente para declarar perdedor a un luchador, y por ello la decisión fue a empate.
Una de las victorias más sorprendentes de Royce se produjo contra el exluchador de sumo, Chad Rowan alias Akebono Taro, (rondando los doscientos kilogramos), el cual fue derrotado con una presa de muñeca, cola de vaca, dos minutos y treinta segundos después de que comenzase el combate.
Desafortunados fueron sus regresos posteriores al ring, pues entrado ya en los  cuarenta años y bastante más delgado, empató con Hideo Tokoro en K-1 Dynamite en diciembre del 2005.

### Su regreso al UFC

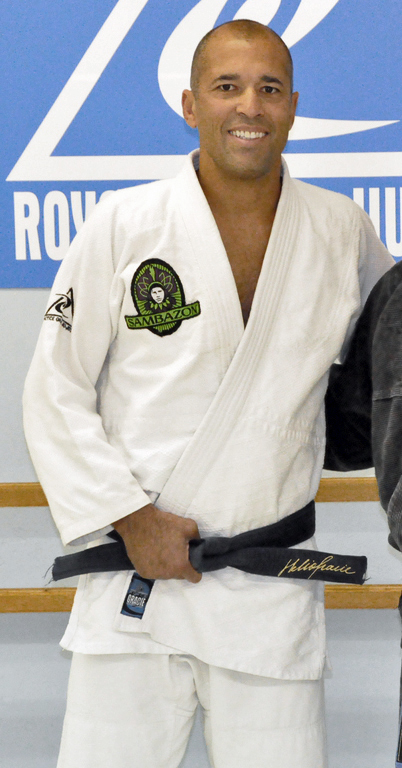
Gracie en 2010

El último combate de Royce Gracie ocurrió en su esperado regreso al UFC donde comenzó su carrera en las MMA. El combate tuvo lugar en el Staples Center de Los Ángeles el 27 de mayo del 2006, en el evento llamado UFC 60: Hughes vs Gracie. Este combate tuvo un desenlace decepcionante tanto para Royce como para sus fanáticos, ya que su regreso fue frustrado por el campeón de los pesos wélter del UFC, Matt Hughes quien derrotó por nocaut técnico a Royce Gracie en no más de cuatro minutos, denotando un dominio absoluto sobre Royce, incluso a nivel técnico donde llegó a aplicarle una llave de brazo. Royce no palmeó al momento de la llave la brazo ni cuando sufrió la montada por la espalda de Hughes estando boca abajo y recibiendo todo tipo de golpes en la nuca. En este momento debido a la inexistente posibilidad de defenderse detuvo acertadamente el combate el árbitro.
Matt Hughes al finalizar la pelea declaró a la prensa estadounidense su sorpresa ante la falta de fuerza que tenía Royce y como pudo maniobrar el brazo de Royce a su antojo, cosa que normalmente no debía de ser posible con alguien tan talentoso como él. Es visible por todos la delgadez y pérdida de la ya poca masa muscular de Royce para este combate. A pesar de esto Matt Hughes reconoció el valor de Gracie al negarse a rendirse ante semejante llave de brazo.

### Royce vs. Sakuraba II
El 2 de junio del 2007, se celebró en Estados Unidos el evento K-1 Dynamite donde Royce y Sakuraba iban a enfrentarse por segunda vez. Royce prometía poner fin a la mala racha de los Gracie con Sakuraba, lo que aparentemente resultó, pues Royce ganó por decisión unánime de los jueces, pero justo después de la pelea, a Royce Gracie se le realizó una prueba antidopaje , resultando positivo en el uso del esteroide conocido como Nandrolona (la "droga de los campeones", como se le conoce en la prensa norteamericana). Esta grave falta derivó en una multa del 8% del total del salario cobrado por el evento (unos trescientos mil dólares) y la suspensión de su licencia como peleador por parte de la Comisión Atlética de California, por un período de doce meses. Royce se defendió en su momento, diciendo que él nunca ha usado nada ilegal, pero las pruebas ofrecidas por la Comisión Atlética - en boca de su Director Ejecutivo, Armando García - «son bastante enfáticas», debido a que las muestras A y B tomadas a Gracie dieron un resultado sobre 50, cuando en una persona normal son de 2 y en un atleta del más alto rendimiento de hasta 6. Se ha especulado que la alta concentración de Nanodrolona pudiera deberse a la dieta de Royce, pero resulta poco creíble, ya que su familia es sobradamente reconocida por su rigurosa y controlada dieta. Este sorpresivo resultado dañó seriamente la reputación de Gracie entre los fanáticos de las Artes marciales mixtas a nivel mundial, llegándose incluso a poner en tela de juicio sus victorias sobre otros oponentes.
A pesar de todo esto, el resultado de la pelea de Royce - Sakuraba no puede ser oficialmente revertido, puesto que las reglas vigentes en el momento, por parte de la Comisión, no contemplaban tal eventualidad.

### Royce vs. Shamrock III
Gracie se enfrentó una vez más a su antiguo rival Ken Shamrock el 19 de febrero de 2016, en el evento Bellator 149, llevado a cabo en el Toyota Center de Houston, Texas. A pesar de la avanzada edad de ambos peleadores, el combate se llevó a cabo con buen ritmo, con intercambio de técnicas de uno y otro lado. No obstante, el mismo terminó en controversia ya que en un intercambio de rodillazos, Shamrock se quejó verbalmente de un rodillazo ilegal en la ingle, situación que no fue apreciada por el árbitro, quien detuvo la pelea cuando Gracie tundía a Shamrock en la lona, lo que llevó a que Gracie fuera declarado ganador. Posteriormente, Shamrock intentó levantar una queja ante la Comisión Atlética de Nevada por esta situación, pero desistió de esto cuando su examen antidopaje resultó positivo.

## Vida personal
Gracie tiene tres hijos varones y una hija con su exesposa Marianne; en 2016, la pareja se separó con Gracie solicitando el divorcio. Su hijo Kheydon se alistó en el Ejército de los EE. UU.
A pesar de ser cinturón coral de séptimo grado, Gracie usa un cinturón azul oscuro cuando entrena jiu-jitsu brasileño en homenaje a su padre, Hélio Gracie, quien usaba principalmente este cinturón a pesar de tener el rango más alto, el cinturón rojo. Hélio falleció en 2009, y Royce declaró que no quería ser ascendido por nadie más.
En cuanto a política, Gracie es un partidario de Jair Bolsonaro y Donald Trump.
El 6 de julio de 2023, se anunció que ESPN Films está produciendo una serie documental sobre la familia Gracie dirigida por Chris Fuller y producida por Greg O'Connor y Guy Ritchie..

## Campeonatos y logros

### Ultimate Fighting Championship
- Salón de la Fama de UFC (El primero)
- UFC 1 (Campeón del Torneo)
- UFC 2 (Campeón del Torneo)
- UFC 4 (Campeón del Torneo)
- UFC 3 (Semifinalista)
- Primera sumisión en el UFC
- Primer campeón del torneo de la historia de UFC
- Más Torneos ganados en la historia de UFC (tres)
- Más victorias por sumisión en la historia de UFC (once)
- Más combates ganados de los triunfos del torneo en la historia de UFC (once)
- Más victorias en una noche (cuatro)
- Empatado con Patrick Smith por más peleas en una noche (cuatro)
- Pelea más larga en UFC (UFC 5, treinta y seis minutos)

### PRIDE Fighting Championships
- Pelea más larga en PRIDE (Pride Grand Prix 2000 Finals, noventa minutos)

### Fight Matrix
- Peleador del Año (1993)

### Black Belt Magazine
- Competidor del Año (1994)

### Wrestling Observer Newsletter
- Pelea del Año (2000) vs. Kazushi Sakuraba el 1 de mayo

## Récord en artes marciales mixtas
| Récord profesional | Récord profesional | Récord profesional |
| 20 peleas          | 15 victorias       | 2 derrotas         |
| ------------------ | ------------------ | ------------------ |
| Nocaut             | 2                  | 2                  |
| Sumisión           | 11                 | 0                  |
| Decisión           | 2                  | 0                  |
| Empates            | 3                  | 3                  |

| Resultado | Récord | Oponente         | Método                               | Evento                      | Fecha                   | Ronda | Tiempo | Localización                  | Notas |
| --------- | ------ | ---------------- | ------------------------------------ | --------------------------- | ----------------------- | ----- | ------ | ----------------------------- | --- |
| Victoria  | 15–2–3 | Ken Shamrock     | TKO (rodillazo en el suelo y golpes) | Bellator 149                | 19 de febrero de 2016   | 1     | 2:22   | Houston, Texas                | Gracie se retiró de las artes marciales mixtas después de esta pelea.                                                               |
| Victoria  | 14–2–3 | Kazushi Sakuraba | Decisión (unánime)                   | Dynamite!! USA              | 2 de junio de 2007      | 3     | 15:00  | Los Ángeles, California       | Gracie dio positivo por esteroides anabolizantes tras el combate.                                                                   |
| Derrota   | 13–2–3 | Matt Hughes      | TKO (golpes)                         | UFC 60                      | 27 de mayo de 2006      | 1     | 4:39   | Los Ángeles, California       | |
| Empate    | 13–1–3 | Hideo Tokoro     | Empate                               | K-1 PREMIUM 2005 Dynamite!! | 31 de diciembre de 2005 | 2     | 10:00  | Osaka                         | La pelea terminó en empate debido a la falta de jueces.                                                                             |
| Victoria  | 13–1–2 | Akebono Tarō     | Sumisión (omoplata)                  | K-1 PREMIUM 2004 Dynamite!! | 31 de diciembre de 2004 | 1     | 2:13   | Osaka                         | |
| Empate    | 12–1–2 | Hidehiko Yoshida | Empate                               | PRIDE Shockwave 2003        | 31 de diciembre de 2003 | 2     | 10:00  | Saitama                       | La pelea terminó en empate debido a la falta de jueces.                                                                             |
| Derrota   | 12–1–1 | Kazushi Sakuraba | Decisión (parada del equipo)         | PRIDE GP 2000               | 1 de mayo de 2000       | 6     | 90:00  | Tokio                         | Reglamento modificado por rondas sin límite y sin paros; Pelea del Año (2000); Pelea más larga en la historia de AMM.               |
| Victoria  | 12–0–1 | Nobuhiko Takada  | Decisión (unánime)                   | PRIDE GP 2000               | 30 de enero de 2000     | 1     | 15:00  | Tokio                         | |
| Empate    | 11–0–1 | Ken Shamrock     | Empate                               | UFC 5                       | 7 de abril de 1995      | 1     | 36:00  | Charlotte, Carolina del Norte | Por el Campeonato Superfight de UFC; La pelea terminó en empate debido a la falta de jueces; Pelea más larga en la historia de UFC. |
| Victoria  | 11–0   | Dan Severn       | Sumisión (triangle choke)            | UFC 4                       | 16 de diciembre de 1994 | 1     | 15:49  | Tulsa, Oklahoma               | Ganó el Torneo UFC 4; Único hombre en ganar 3 torneos seguidos en la historia de UFC.                                               |
| Victoria  | 10–0   | Keith Hackney    | Sumisión (armlock)                   | UFC 4                       | 16 de diciembre de 1994 | 1     | 5:32   | Tulsa, Oklahoma               | |
| Victoria  | 9–0    | Ron van Clief    | Sumisión (rear-naked choke)          | UFC 4                       | 16 de diciembre de 1994 | 1     | 3:59   | Tulsa, Oklahoma               | |
| Victoria  | 8–0    | Kimo Leopoldo    | Sumisión (armlock)                   | UFC 3                       | 9 de septiembre de 1994 | 1     | 4:40   | Charlotte, Carolina del Norte | |
| Victoria  | 7–0    | Patrick Smith    | Sumisión (golpes)                    | UFC 2                       | 11 de marzo de 1994     | 1     | 1:17   | Denver, Colorado              | Ganó el Torneo de UFC 2. |
| Victoria  | 6–0    | Remco Pardoel    | Sumisión (lapel choke)               | UFC 2                       | 11 de marzo de 1994     | 1     | 1:31   | Denver, Colorado              | |
| Victoria  | 5–0    | Jason DeLucia    | Sumisión (armlock)                   | UFC 2                       | 11 de marzo de 1994     | 1     | 1:07   | Denver, Colorado              | |
| Victoria  | 4–0    | Minoki Ichihara  | Sumisión (lapel choke)               | UFC 2                       | 11 de marzo de 1994     | 1     | 5:08   | Denver, Colorado              | |
| Victoria  | 3–0    | Gerard Gordeau   | Sumisión (rear-naked choke)          | UFC 1                       | 12 de noviembre de 1993 | 1     | 1:44   | Denver, Colorado              | Ganó el Torneo UFC 1. |
| Victoria  | 2–0    | Ken Shamrock     | Sumisión (rear-naked choke)          | UFC 1                       | 12 de noviembre de 1993 | 1     | 0:57   | Denver, Colorado              | |
| Victoria  | 1–0    | Art Jimmerson    | Sumisión (posición)                  | UFC 1                       | 12 de noviembre de 1993 | 1     | 2:18   | Denver, Colorado              | |